# Sehenswürdigkeiten in Memmingen

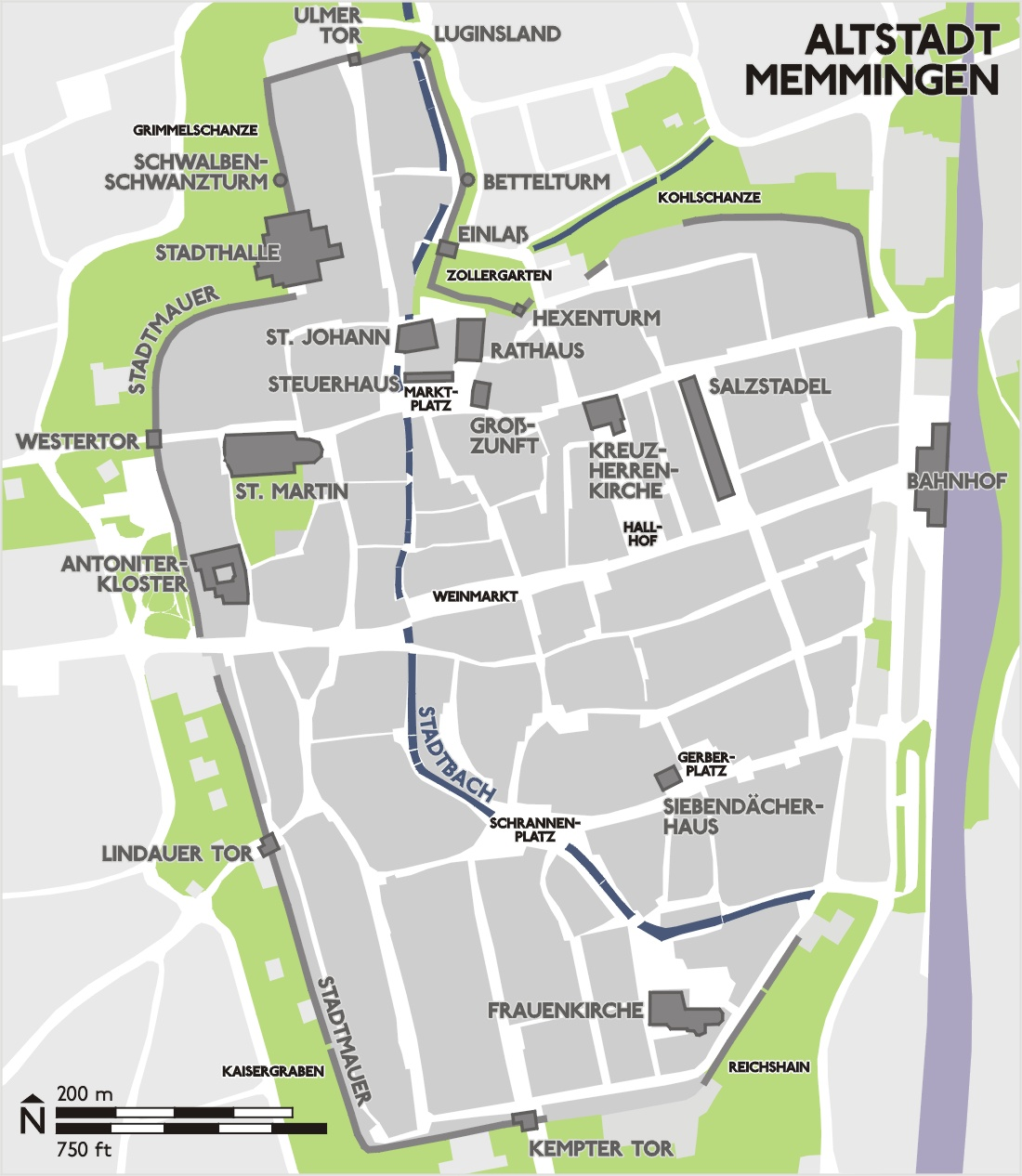
Altstadt mit Sehenswürdigkeiten

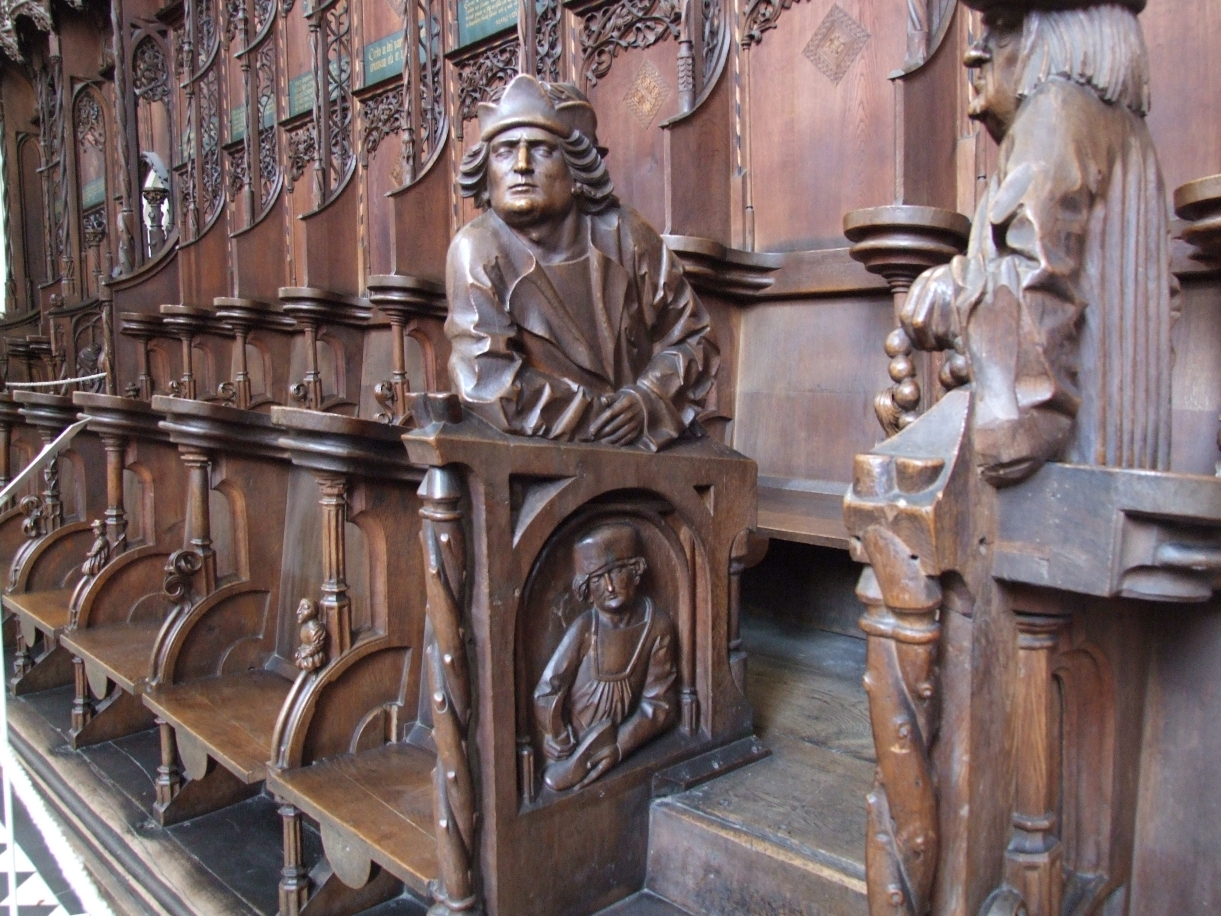
Das Chorgestühl in St. Martin, eines der bedeutendsten in Deutschland

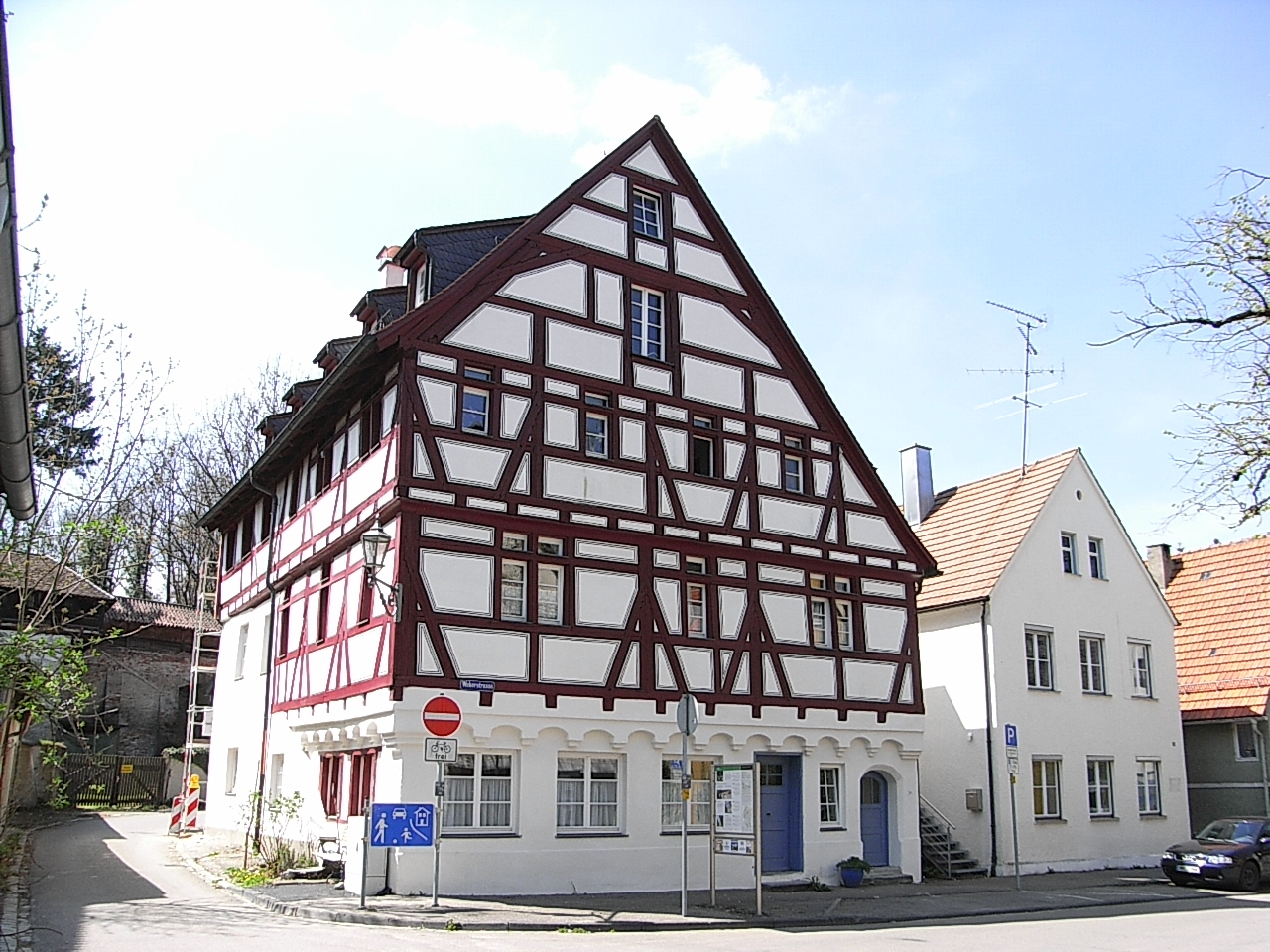
Das ehemalige Frauenhaus der Reichsstadt

Sehenswürdigkeiten in Memmingen sind vor allem die alten Bürger- und Patrizierhäuser. Über die Jahrhunderte hinweg hat sich die Stadt ihr altes Stadtbild bewahrt.

## Innenstadt

### Marktplatz

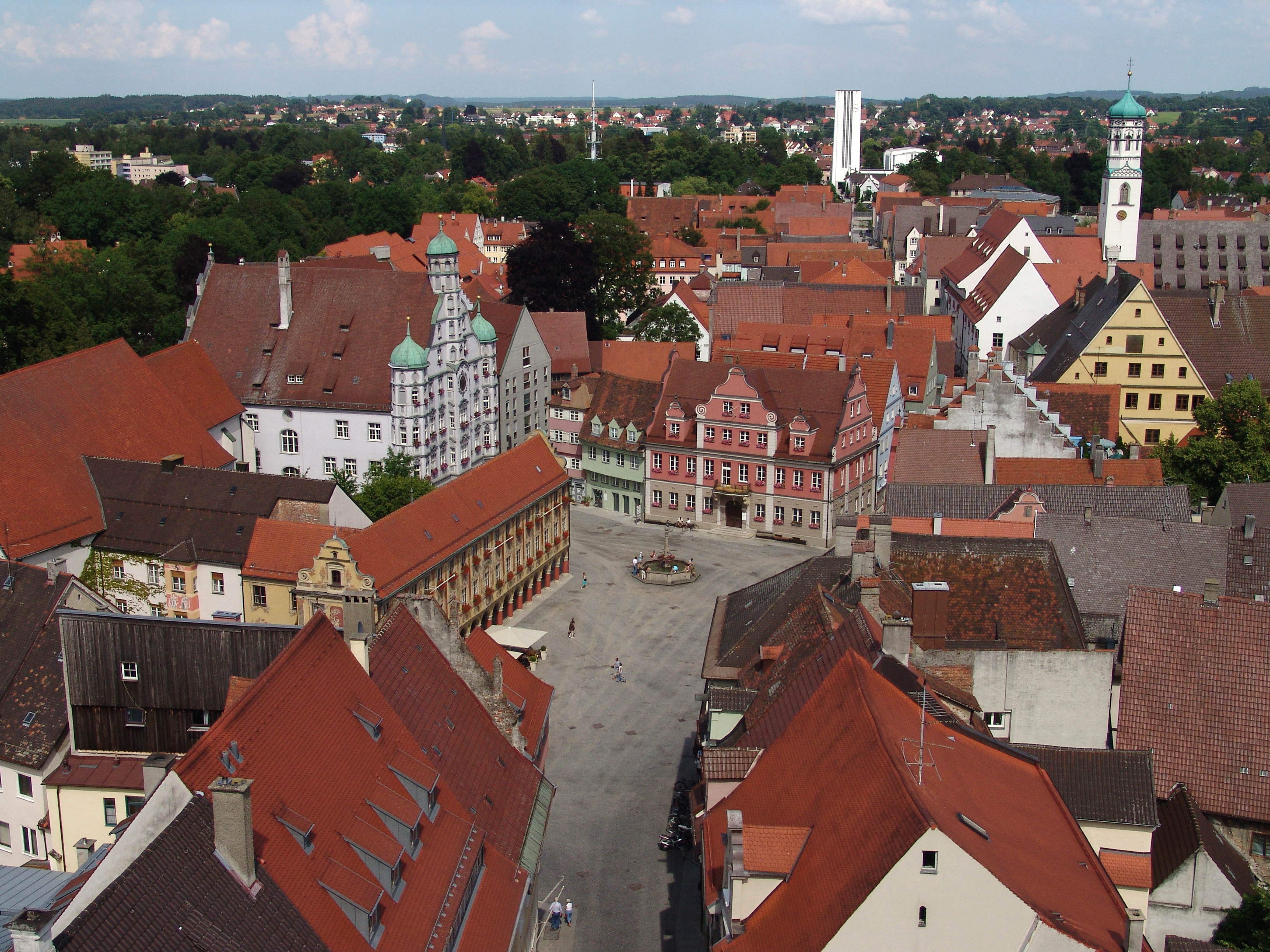
Der Marktplatz

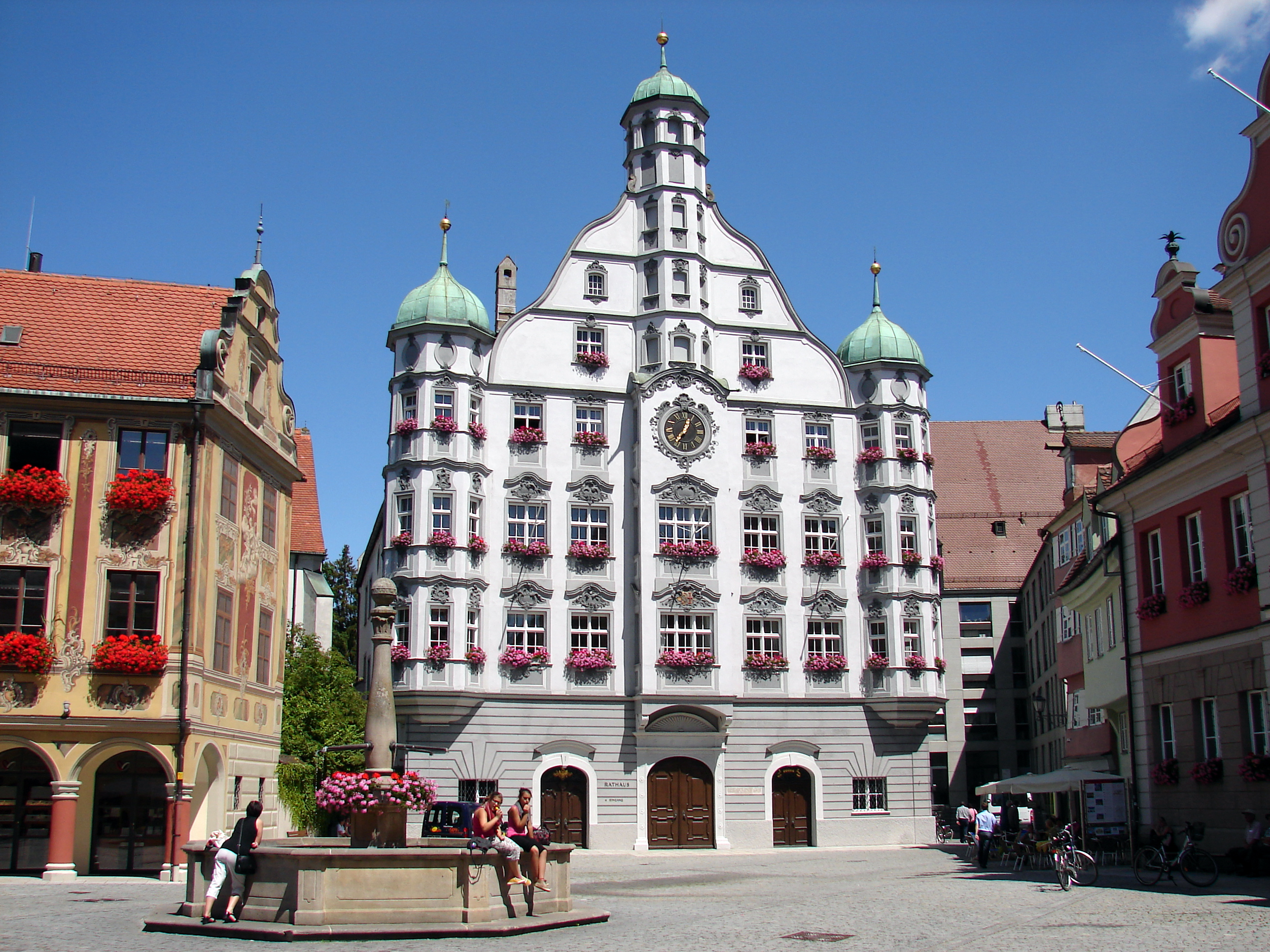
Renaissancerathaus

Besonders auffällig ist die einheitliche Gestaltung der Gebäude am Marktplatz. So scheint für den Betrachter dieser Marktplatz nicht das Ergebnis einer langen Bauzeit zu sein, sondern es entsteht der Eindruck, er sei in einem Zug geschaffen worden. Notgrabungen zeigten 1991, dass auch die freie Fläche dieses Platzes einst bebaut war.
Am meisten bewundert werden das Renaissance-Rathaus, die Großzunft und das Steuerhaus. Der Marktbrunnen hat in Memmingen eine lange Geschichte. Bereits bei Gründung der Reichsstadt verfügte der Platz über eine eigene Brunnenstelle. Im Jahr 1566 wurde erstmals ein größerer Brunnen aus Stein gebaut, welcher 1688 völlig erneuert wurde. 1847 wurde er entfernt. Da der Marktplatz ohne Brunnen leer erschien, wurde 1870 erneut ein Brunnen errichtet mit einer Marmorschale und der Figur eines Knaben, der auf einem Schwan reitet. Umrahmt wurde dieser Brunnen von kleinen Bäumchen. Die Anlage wurde aber bereits zwei Jahre später wieder entfernt. 1994 spendete die in Memmingen beheimatete Firma Magnet-Schultz der Stadt einen neobarocken neuen Marktbrunnen. Das Kolonialwarenhaus (heute Lotto Baumann) besitzt als eines der wenigen Häuser noch eine Feuerschutzwand. Diese sollte die Ausbreitung eines Brandes verhindern. Das heutige Warenhaus Woolworth, ursprünglich aus drei Häusern bestehend, war früher die Gastwirtschaft zum Storchennest. Noch heute zeugt ein Storchennest auf dem Kamin davon.

### Weinmarkt

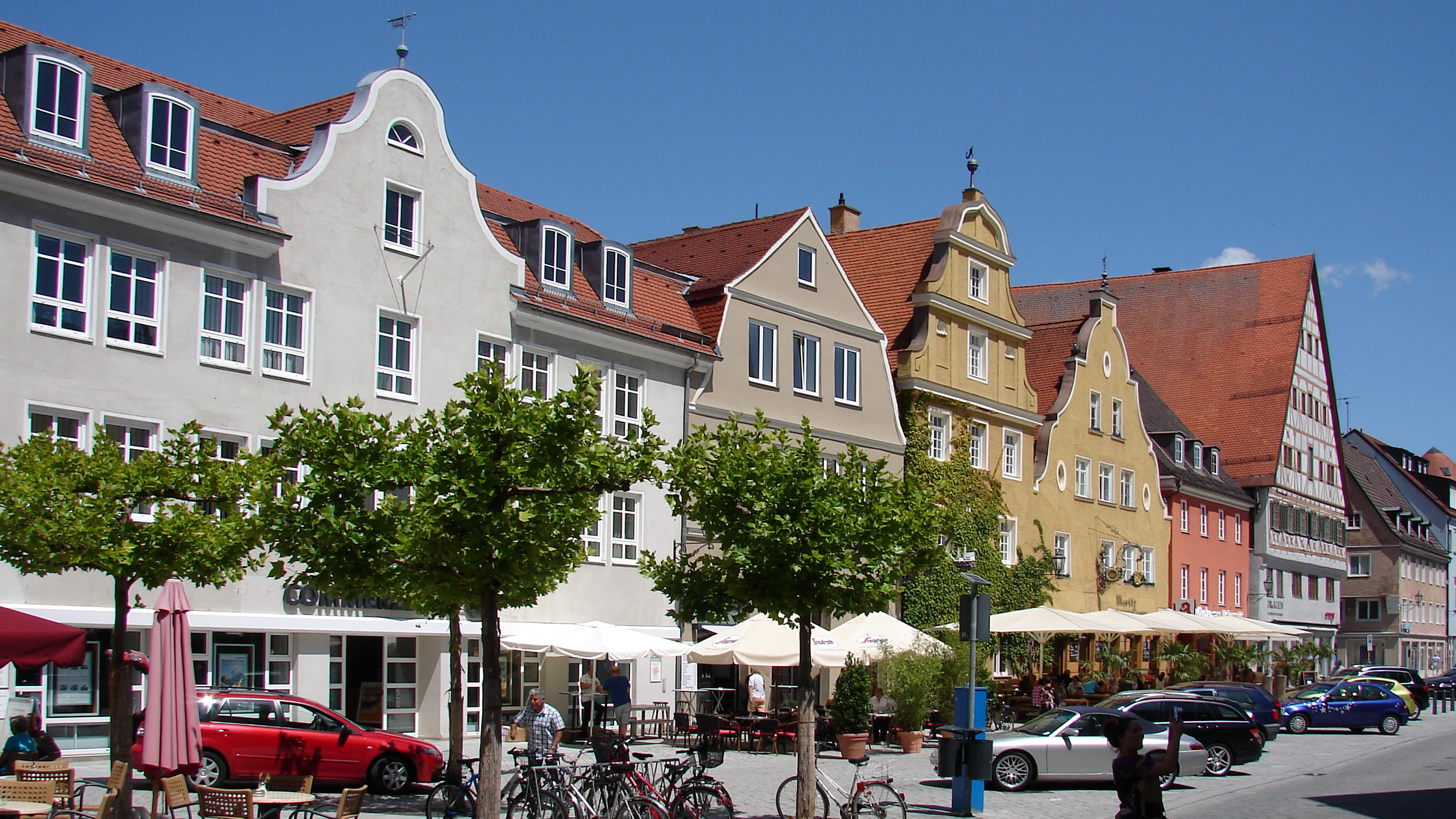
Am Weinmarkt

Im 12. Jahrhundert verlief entlang des Weinmarktes der südliche Mauerzug der Welfenstadt. Bei Grabungen im Jahr 2005 wurden dort Holzreste der ehemaligen Stadtbefestigung gefunden. Erst nach 1350 – damals bezog man die ehemalige Oberstadt mit in die Stadtbefestigungen ein – wurden die alten Teile der Stadtbefestigung abgetragen. Bereits vor 1400 dürfte der Platz neu bebaut worden sein. Schon früher wurden dort Weine aus allen Teilen der damals bekannten Welt feilgeboten. Als Mittelpunkt von Handel und Gewerbe entwickelte sich der Platz im 15. Jahrhundert, als sich fast alle Zünfte an diesem Platz niederließen. Am beeindruckendsten sind die Weberzunft mit ihrem Zierfachwerk und die Kramerzunft, in der die ersten Menschenrechte Europas (die sogenannten Zwölf Bauernartikel) niedergeschrieben wurden. Der 2014 eingeweihte Freiheitsbrunnen vor der Kramerzunft soll an dieses denkwürdige Ereignis erinnern. Das ehemalige Weinhaus Knörringer sollte abgebrochen werden. Auf Betreiben der Memminger Bürgerschaft konnte dies verhindert werden. Das Gebäude wurde restauriert und wird seit 2008 als Café, Restaurant und zu Wohnzwecken genutzt.

### Mauergürtel
→ siehe Hauptartikel: Memminger Befestigungsanlagen

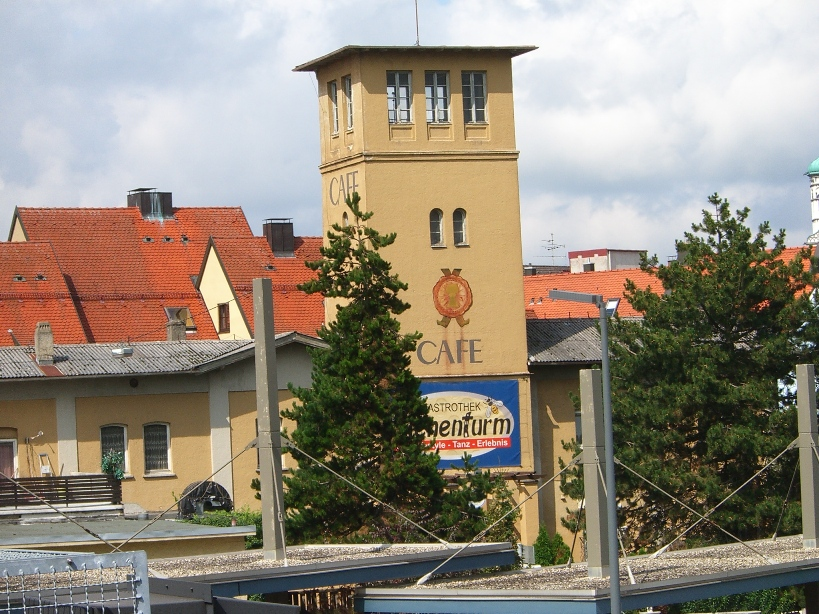
Verbauter Pulverturm, die Bausubstanz selbst wurde um 1340 erbaut

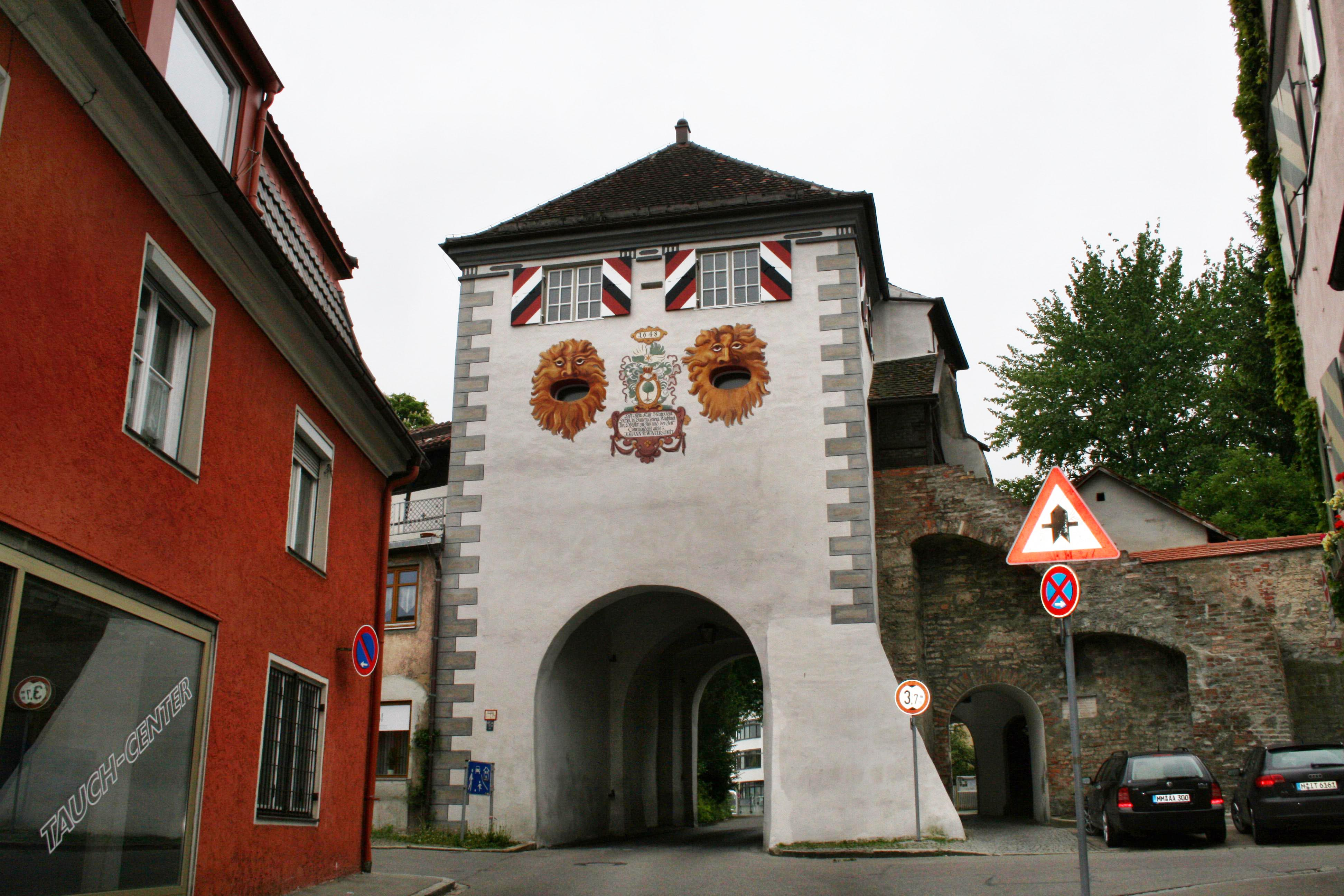
Lindauer Tor

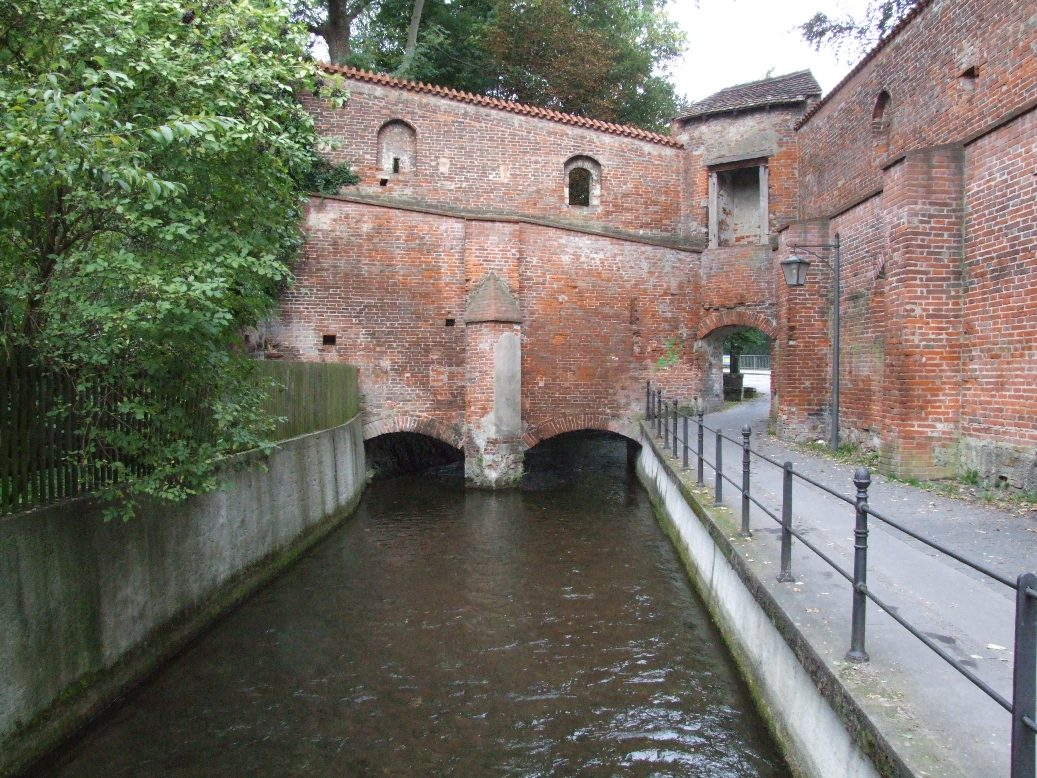
Die Stadtmauer am Luginsland

Eine der größten Sehenswürdigkeiten der Stadt ist der in weiten Teilen noch erhaltene Mauergürtel. Nur zur Ostseite fehlt er fast vollständig. Eine Begehung ist nicht möglich, da die Wehrgänge zum größten Teil entfernt wurden. Um den Mauergürtel führt eine Parklandschaft, welche nur an der West- und Ostseite der Stadt unterbrochen ist (siehe Parklandschaft). Um die Tore und Türme zu erhalten, wurden vor allem in den letzten zehn Jahren des 20. Jahrhunderts mehrere Mauerdurchbrüche vorgenommen, damit der Verkehr ungehindert fließen kann.
Der Mauergürtel wurde in fünf Bauperioden errichtet.
In der ersten Periode wurden bereits um das Jahr 1000 Teile der alten Welfenstadt mit Wällen und Palisaden gesichert.
Im zweiten Bauabschnitt wurde die sogenannte Welfenstadt mit einem Mauergürtel mit vier Toren und mehreren Türme umgeben (1100–1200). Zwei Tore wurden bei der dritten und vierten Bauperiode im Rahmen der Stadterweiterung abgebrochen (Obertor beim Fuggerbau, inneres Kalchtor beim Kreuzherrenkloster), das dritte auf Bitten der Bürgerschaft, welche die enge Durchfahrt als wirtschaftliches Hindernis ansah (Notzentor 1863). Als einziges erhalten geblieben ist aus dieser Zeit das Westertor. Durch verschiedene Belagerungen und Zerstörungen besteht es nicht mehr in der ursprünglichen Form, die heutige Gestalt stammt aus der Zeit nach dem Dreißigjährigen Krieg. Ein Teil des alten Mauergürtels steht noch vom Zollergarten bis zum Ratzengraben, darunter auch der schiefe Hexenturm und ein verbauter Tuffsteinturm, der noch in dem Schreibwarengeschäft Natterer von innen besichtigt werden kann.
Die Stauferstadt wurde bis 1268 in den Mauergürtel einbezogen. Der Mauergürtel reichte vom Hexenturm bis zur heutigen Maximilianstraße.
Der größte Bauabschnitt lässt sich in der Zeit von 1350 bis 1395 belegen. Hierbei wurde die sogenannte Oberstadt in die Befestigungsanlage einbezogen. Dabei entstanden viele Tore und Türme, wovon heute noch ein großer Teil erhalten ist.
Die letzte Erweiterung der Stadt fand 1445 statt (siehe Ulmer Vorstadt). Insgesamt bestand zu dieser Zeit die Befestigungsanlage aus circa 3,5 Kilometern Mauer und 38 Toren und Türmen.
Die größte Abbruchwelle erlebte die Verteidigungsanlage mit dem Bahnbau. Anstatt die Schienenanlage in unbebautes Gebiet zu verlegen, wurde fast die gesamte Ostseite samt den Toren und Türmen abgebrochen, darunter alte Tore wie das Kalchstor (bis 1268 erbaut) und das Lindentörlein (um 1340 erbaut). Die sogenannte Wasserkunst (eines der sieben Memminger Wahrzeichen) wurde 1863 abgebrochen. An der Ostseite stehen nur noch circa 200 Meter des ehemals circa einen Kilometer langen Mauergürtels und der verbaute Pulvermühlturm.
Die Südseite der Stadtbefestigung ist eine der besterhaltenen der Stadt. Der Mauergürtel aus dem Jahr 1340 besteht noch fast vollständig in der ursprünglichen Höhe. Die Stadtmauer an der Hohen Wacht, welche derzeit restauriert wird, steht auch in der Hallerschen Liste. Auch das sogenannte Kempter Tor (erbaut 1395) ist aus dieser Zeit erhalten geblieben. Da diese Seite die am besten befestigte war, wurde sie bei Belagerungen und Stadtbesetzungen fast immer verschont.
Die Westseite ist ebenfalls noch fast vollständig erhalten. Lediglich an der Stadthalle fehlt ein Stück. Dieses wurde jedoch anlässlich des Stadthallenbaus samt Wehrgang nachgebaut. Auch der nicht erhalten gebliebene Kerkerturm wurde nachgebaut. Das Westertor und das Lindauer Tor sind in ihrer Form aus der Zeit nach dem Dreißigjährigen Krieg erhalten geblieben.
Die Nordseite bildet die Ulmer Vorstadt.

### Kramerstraße

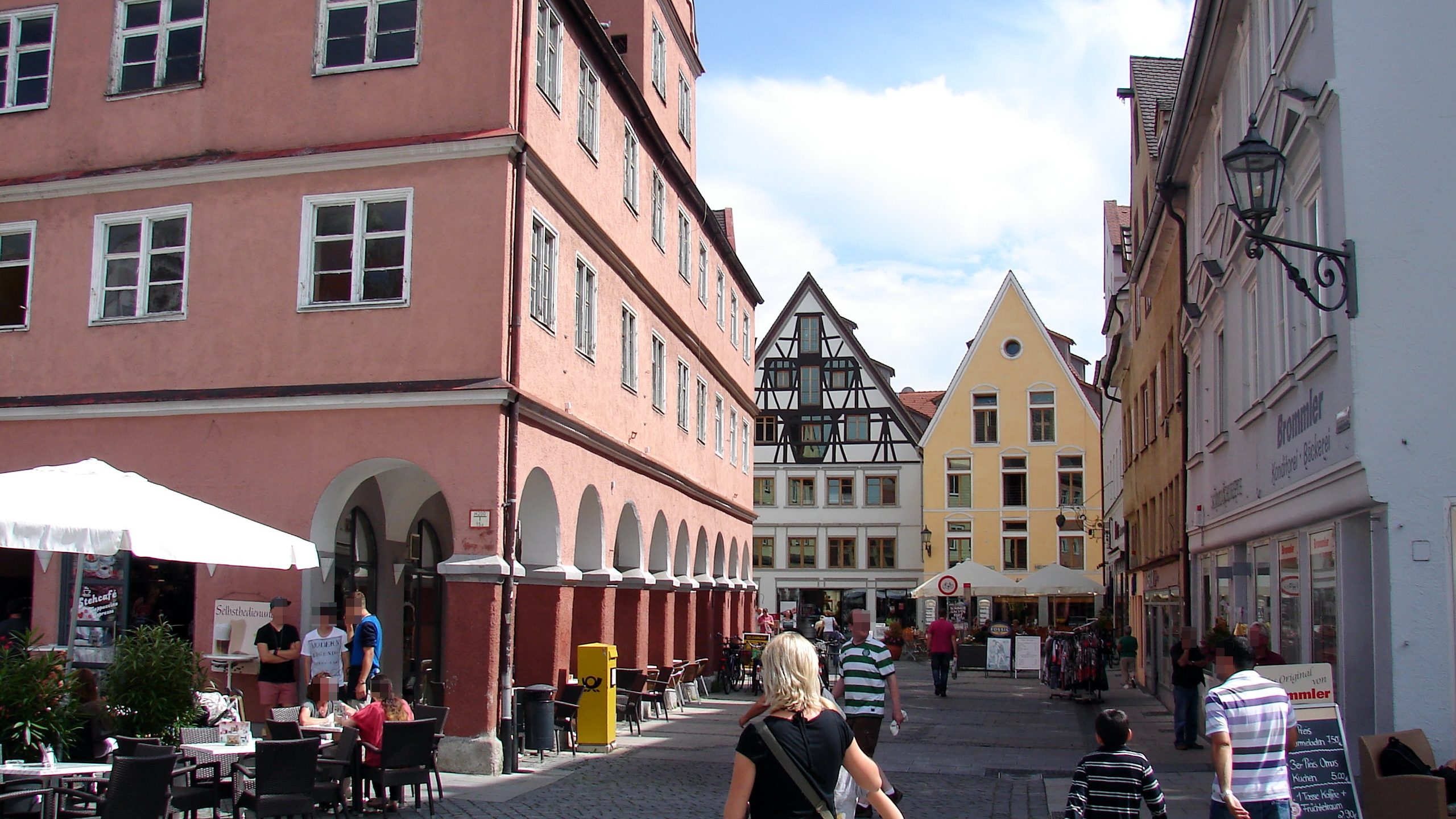
Vom Marktplatz mit Blick in die Kramerstraße

Die Kramerstraße ist die erste und bislang einzige Fußgängerzone Deutschlands, die vorher Teil einer Bundesstraße, der B 19, war. Im Straßenzug, der vom Weinmarkt unterbrochen wird, ist weitgehend das mittelalterliche Bild erhalten. Dort befinden sich die zweitälteste Einhornapotheke Deutschlands und das Stadttheater. Anfang des 20. Jahrhunderts tobte dort einer der größten Brände der Stadtgeschichte. Die alte Bausubstanz konnte jedoch weitgehend gerettet werden. Im Bereich des Theaters wurden in der Vergangenheit viele baufällige Häuser abgerissen und durch neue, meist in das Altstadtbild passende Gebäude, ersetzt.

### Stauferstadt oder Kalcher Vorstadt
Aufgrund des großen wirtschaftlichen Aufschwungs der Stadt im 13. Jahrhundert mussten neue Häuser gebaut und Handelsplätze erschlossen werden. Dazu wurde die Kalcher Vorstadt mit der Südstadt im 13. Jahrhundert in den Mauergürtel einbezogen. Ihren Namen erhielt die Vorstadt durch das vor der Stadt liegende Kalkerfeld. Die Kalcher Vorstadt zeichnet sich durch einen hohen Altbauanteil aus. Lediglich in den hinteren Seitengassen wurden einige Häuser nach dem Bombenangriff 1945 und wegen Baufälligkeit abgerissen und durch neue altstadtnahe Bebauung ersetzt. Die Straßenführung ist im Gegensatz zu der alten Welfenstadt gerade, schon fast rechtwinklig. Die Kalchstraße als Hauptstraße wurde durch den Marktplatz und das im 19. Jahrhundert abgebrochene Kalchtor begrenzt. Als weitere Abgrenzung der Kalcher Vorstadt ist die Salzstraße zwischen der Kalchstraße und der Maximilianstraße anzusehen.
Die Bedeutung der Kalcher Vorstadt im Mittelalter ergibt sich vor allem daraus, dass sich dort der Salzstadel befand. Das Gebäude ist über 100 Meter lang und besitzt den typischen Memminger Bogenfries, der das schlichte Fachwerk verschönert. In der Kalcher Vorstadt befindet sich auch das Kreuzherrenkloster. Im Mittelalter waren dort die Glockengießerei, vermutlich die Vöhlinsche Handelsniederlassung und verschiedene Stadtbauernhöfe angesiedelt, von denen der Schimmelbauer im Zweiten Weltkrieg zerstört und danach originalgetreu wieder aufgebaut wurde. Auch das nobelste Gasthaus der Reichsstadtzeit, die Die Krone, das heutige Gasthaus zum Schwanen, befindet sich in der Stauferstadt. Eine Bemalung erinnert an die frühere Bedeutung dieses Hauses in der Rosengasse. Von der ehemaligen Stadtbefestigung haben lediglich ein paar Meter Stadtmauer die Zeit überlebt. Wegen des Eisenbahnbaus in den 1860er Jahren wurden fast alle Tore und Türme und nahezu die komplette Stadtmauer abgetragen. Lediglich am Schuhhaus Cornelius, einem stattlichen mehrgeschossigen Altstadtbau, sind noch Reste des Kalchtores, der Stadtmauer einschließlich Wehrgang (welcher nicht begangen werden kann) und des Pulvermühlturms erhalten.

### Herrenstraße

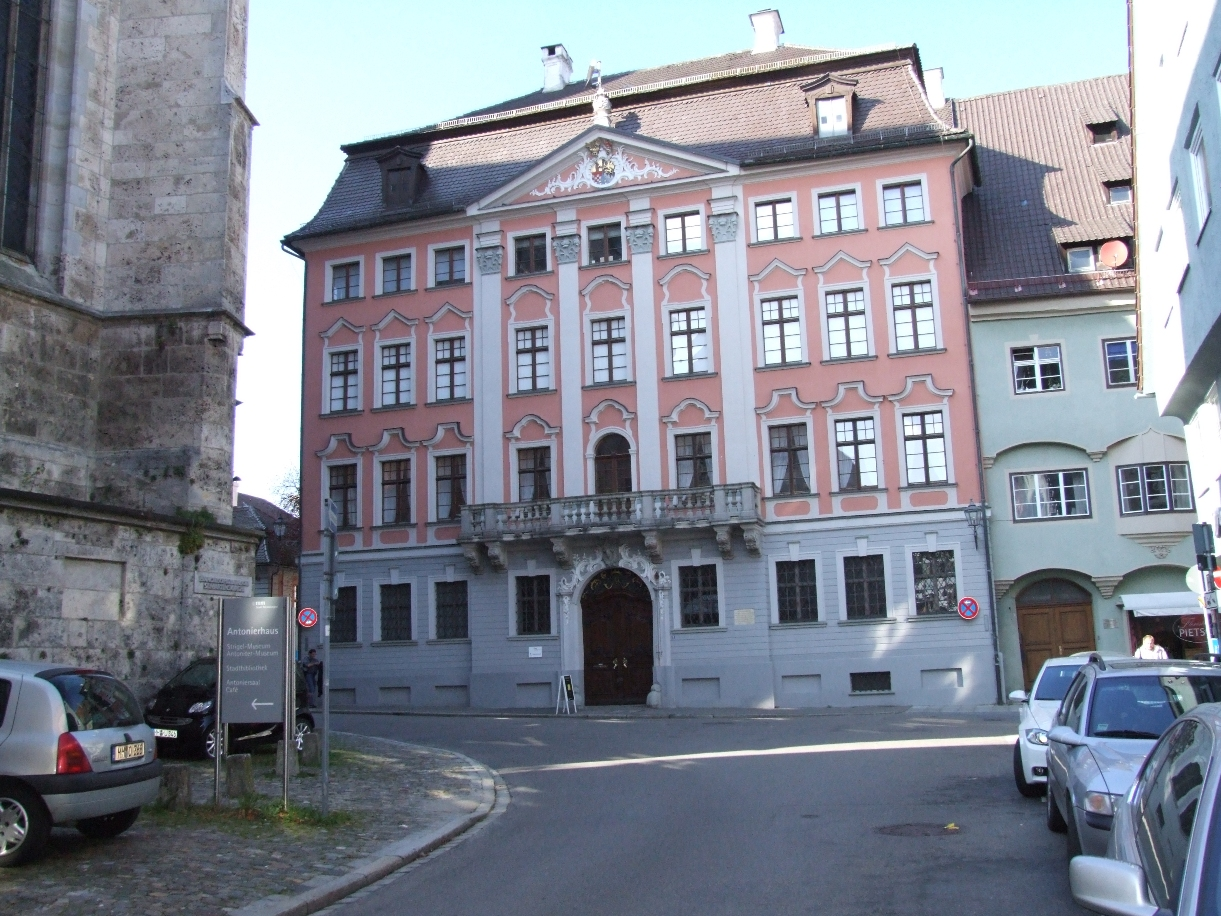
Der Hermansbau

Die Herrenstraße erhielt ihren Namen von den Herren, den alten Ministerialen der Welfen. Sie ist eine der ältesten Straßen der Altstadt und hat sich weitgehend ihr mittelalterliches Aussehen bewahrt. Begrenzt wird die Herrenstraße vom Hermansbau, einem vierflügligen barocken Palais und dem alten Untertor, welches im 14. Jahrhundert abgebrochen wurde. Weitere sehenswerte Gebäude sind das Dieselhaus, das Zangmeisterhaus und die alte Stadtkanzlei von 1582 (heute Außenstelle des Landratsamtes Unterallgäu).

### Wegbachviertel
Das ehemalige Wegbachviertel ist das Gebiet zwischen dem Roß-/Weinmarkt und der Hohen Wacht sowie zwischen der Kramerstraße und der Stadtmauer. Diese wurde um 1350 in die Verteidigungsanlage der alten Stadt einbezogen. Ein großer Teil der Altstadtbebauung aus dem 13. bis 17. Jahrhundert hat die Zeit überdauert. Sehenswert ist in diesem Teil der Stadt vor allem das Ensemble gegenüber dem Schrannenplatz mit der Hirschgasse und der Kempter Straße. Auch der Goldene Löwe, ein typisches schwäbisches mehrstöckiges Giebelhaus, ist eine der Sehenswürdigkeiten der Oberstadt. In diesem ist im Giebel eine Kanonenkugel der letzten großen Belagerung im Dreißigjährigen Krieg zu sehen. Das Roter Haus, ein Stadthaus des Klosters Rot zählt ebenso zu den sehenswerten Gebäuden der Stadt wie das Ensemble der Oberen Bachgasse.

### Hohe Wacht

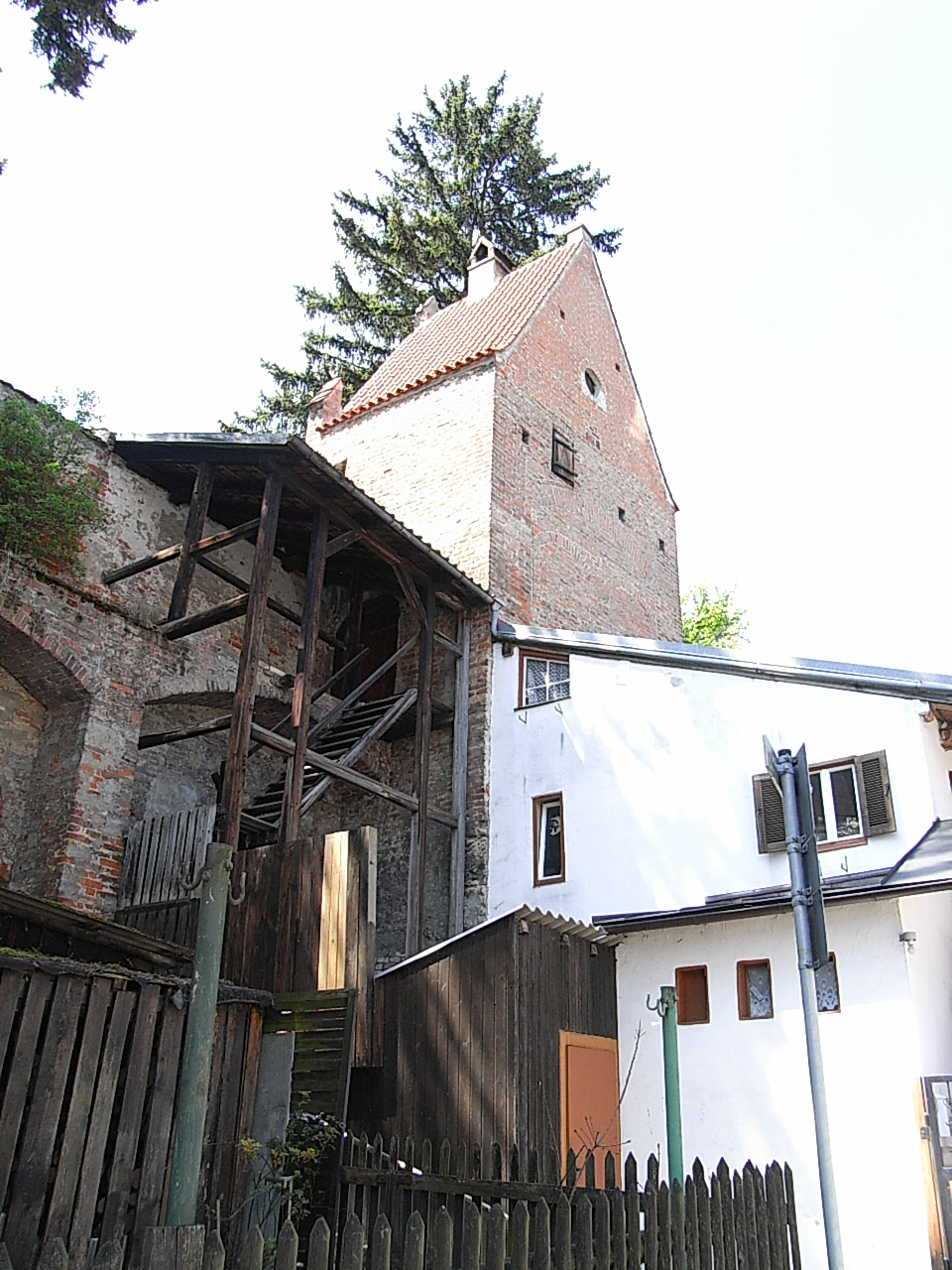
Das Soldatenturm bei der Hohen Wacht

Die Hohe Wacht ist der Bereich der Stadtmauer zwischen Kempter und Lindauer Tor. Dies war der am besten befestigte Teil und wurde nie wirklich zerstört. Die Wohnbebauung aus den Nachkriegsjahren verwendete als hintere Wand die Stadtmauer. Teilweise sind die Wehrgänge noch vorhanden, vor allem zwischen dem Scharfrichterhaus und dem Kempter Tor, wo die Mauer saniert wird. Die Wehrgänge sind allerdings nicht begehbar. Auf der Seite stadtauswärts beim aus dem 14. Jahrhundert stammenden Soldatenturm ist noch der alte Stadtgraben vorhanden. Er wurde nicht zugeschüttet, so dass man die Tiefe des früher rings um die Stadt führenden Grabens erkennen kann. Er wurde in Kriegszeiten mit Wasser und im Frieden mit dem Abfall der Reichsstadt aufgefüllt. Innerhalb von etwa 30 Jahren soll dieser Teil der Stadt saniert und wieder mit Leben erfüllt werden. Man plant, den Parkgürtel, welcher fast die gesamte Stadt umschließt, hier weiterzuführen und damit zu vervollständigen. Ebenfalls zu den Sehenswürdigkeiten der Stadt zählt die Rote Kaserne, welche von den Bayern 1702 erbaut wurde.
Inzwischen wurden schon Pläne vorgelegt, die Stadtmauer wieder teilweise begehbar zu machen. Darüber wird zu späterem Zeitpunkt noch verhandelt.

### Niedergassenstadt oder Ulmer Vorstadt
Die Ulmer Vorstadt oder Niedergassenstadt ist der jüngste Teil der Altstadt. Sie wurde erst um 1445 mit einer eigenen Befestigungsanlage versehen. Sehenswert ist die fast komplett erhaltene Stadtmauer mit dem Ulmer Tor, dem Bettelturm und dem Schwalbenschwanzturm. Anstelle des alten Wächterhäuschens entschloss man sich 1475, den Einlaß zu erbauen. Lediglich das bereits um 1000 n. Chr. erbaute Notzentor (1883 abgebrochen) und zwei Türme wurden abgebrochen (Luginsland und Weißer Mehlsack 1805 auf Befehl Napoleons). Der Wehrgang wurde bereits Ende des 18. Jahrhunderts entfernt. Die Stadtmauer ist noch in der ursprünglichen Höhe vorhanden. 

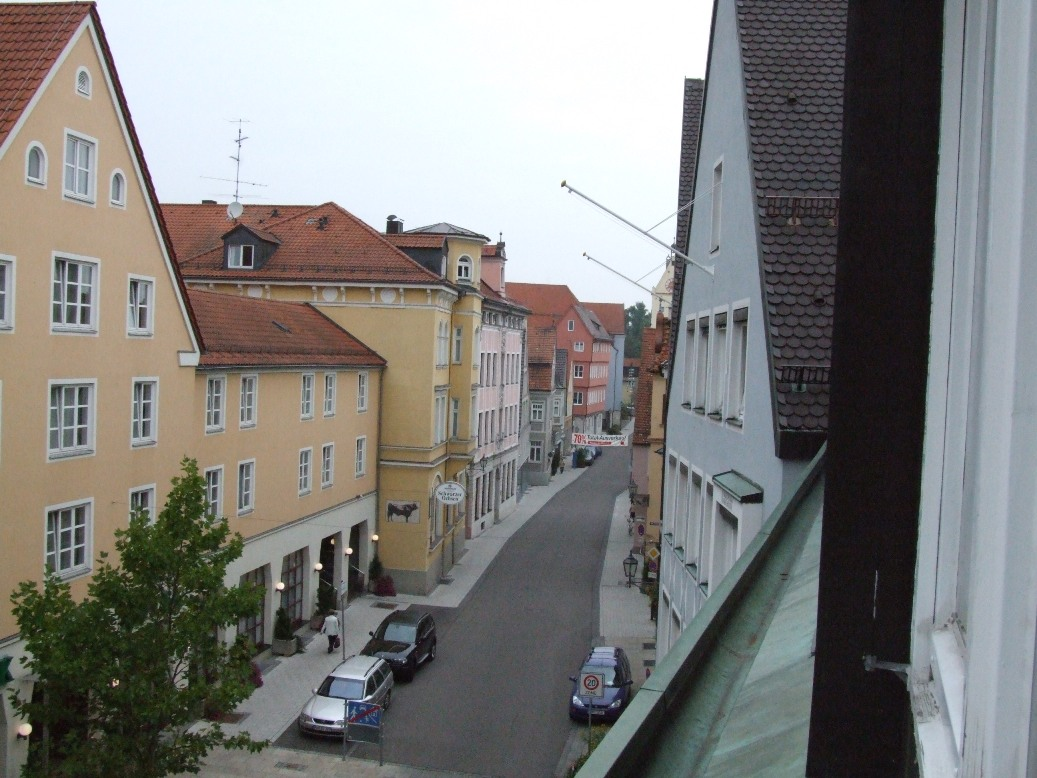
Die Ulmer Straße in der Niedergassenvorstadt

Die Passage mit dem Stadtbach, welcher beim Mauerausbruch zur Memminger Ach wird, ist für Touristen immer ein romantischer Anziehungspunkt. 
Ebenfalls in der Ulmer Vorstadt steht das Parishaus, ein barocker Palazzo der Herren von Paris. Heute beherbergt das Parishaus eine ganzjährige Ausstellung, die Verbraucherzentrale und ein Büro. Das Grimmelhaus der Patrizierfamilie Grimmel steht fast unmittelbar neben dem Ulmer Tor. Es fällt vor allem durch seine Größe aus dem sonst eher beschaulichen Rahmen der Ulmer Straße heraus. Heute beherbergt es das Kulturamt, die Volkshochschule und das Stadtarchiv. Viele der alten Häuser wurden in den letzten Jahren aufwändig renoviert (darunter ein Gerberhaus aus dem 14. Jahrhundert) – andere mussten wegen großer Baufälligkeit der Abrissbirne und Neubauten weichen. Ebenfalls in der Niedergassenvorstadt stand früher eine der Memminger Mühlen. Diese wurde Ende des letzten Jahrhunderts abgerissen und durch Wohnbebauung ersetzt.

### Gerberviertel
Als Gerberviertel wird der Bereich zwischen Schrannenplatz und Lindentörlein bezeichnet. Dort blühte im Mittelalter das Gerberhandwerk. Die Stadt war für ihre Gerberarbeiten weithin bekannt und die Waren mit guter Qualität wurden in Nah und Fern gehandelt. Das Zentrum dieses Viertels ist der Gerberplatz mit dem Siebendächerhaus. Dieser Bereich wurde beim Bombenangriff 1945 stark zerstört. Auf dem Gebäude der heutigen Post stand früher die hohe und wuchtig wirkende Lindenfärbe aus dem 14. Jahrhundert. Das Lindentörlein wurde im Zuge des Eisenbahnbaus 1863 abgebrochen. Eine Tafel am Epplehaus erinnert daran. Auch die Frauenkirche steht am Rande des Gerberviertels. Heute besteht das Gerberviertel mit wenigen Ausnahmen überwiegend aus Nachkriegsbauten.

## Außerhalb der Altstadt
Auch außerhalb der Altstadt gibt es verschiedene Sehenswürdigkeiten aus Mittelalter und Neuzeit. 

### Parklandschaft

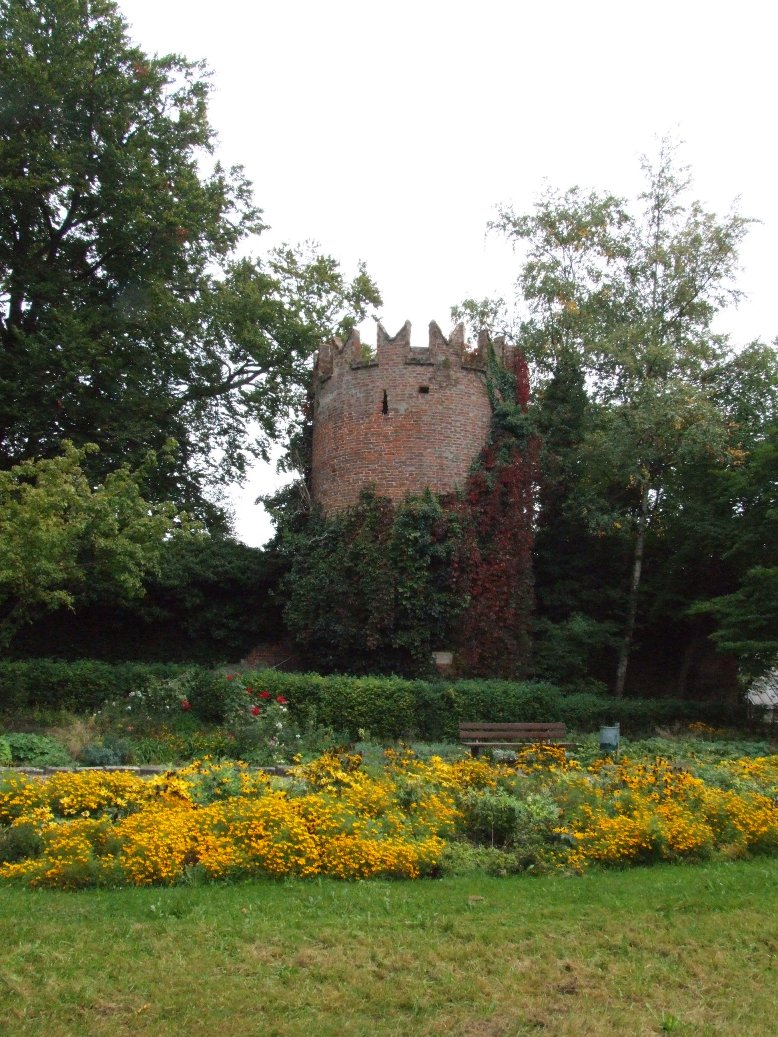
Die Grimmelschanze vor der Stadtmauer

Um die Stadtmauer ist ein fast vollständiger Grüngürtel entstanden. Die alten Wassergräben wurden bis auf eine Ausnahme (Hohe Wacht, Südteil der Stadtmauer) zugeschüttet und durch Grünflächen mit mittlerweile teilweise über 150 Jahre alten Bäumen ersetzt. Die Parks heißen (beginnend am Ulmer Tor im Uhrzeigersinn): Hubergarten, Zollergarten, Ratzengraben/Zollergraben, Kohlschanze, Reichshain, Kaisergraben, Hohe Wacht, Westertorplatz, Grimmelschanze. In fast allen Wohnvierteln gibt es kleinere Parkanlagen, die jedoch meist wesentlich jünger sind. Außerdem gibt es den Stadtpark Neue Welt, das ehemalige Landesgartenschaugelände, sowie den Alten Friedhof und den Waldfriedhof, welche beide als Parks und Naherholungsbereiche von der Bevölkerung genutzt werden.

### Landesgartenschaugelände
Aus einem 18 Hektar großen Gebiet, das im ausgehenden 19. Jahrhundert Klein Venedig genannt wurde, entwickelte sich bis zum Ende des 20. Jahrhunderts eine Brachfläche mit Wildwuchs. Mit der Landesgartenschau (LGS) im Jahr 2000 wurde das Gebiet einer neuen Nutzung zugeführt. Der alte Klärweiher (dort befand sich früher eine Kläranlage) wurde in ein neues langgezogenes Bett gesetzt. Der Stetterweiher wurde vergrößert. Beide wurden durch einen Bachlauf und eine Seebühne miteinander verbunden. Durch die ideelle Umsetzung war die LGS 2000 die bisher erfolgreichste Landesgartenschau. Über eine Million Besucher sorgten für eine positive Gesamtbilanz.
Seit dem Ende der LGS heißt das Naherholungsgebiet Stadtpark Neue Welt. Es werden dort verschiedene Veranstaltungen durchgeführt. Des Weiteren befindet sich dort die erste deutsche innerstädtische Wakeboard-Anlage.

### Friedhöfe
Im Mittelalter gab es in der Kernstadt nur zwei Friedhöfe. Diese lagen vor den beiden Stadtpfarrkirchen St. Martin und Unser Frauen. Sie wurden ab 1530 aufgelassen. Als Ersatzfriedhof diente der Alte Friedhof.

#### Alter Friedhof

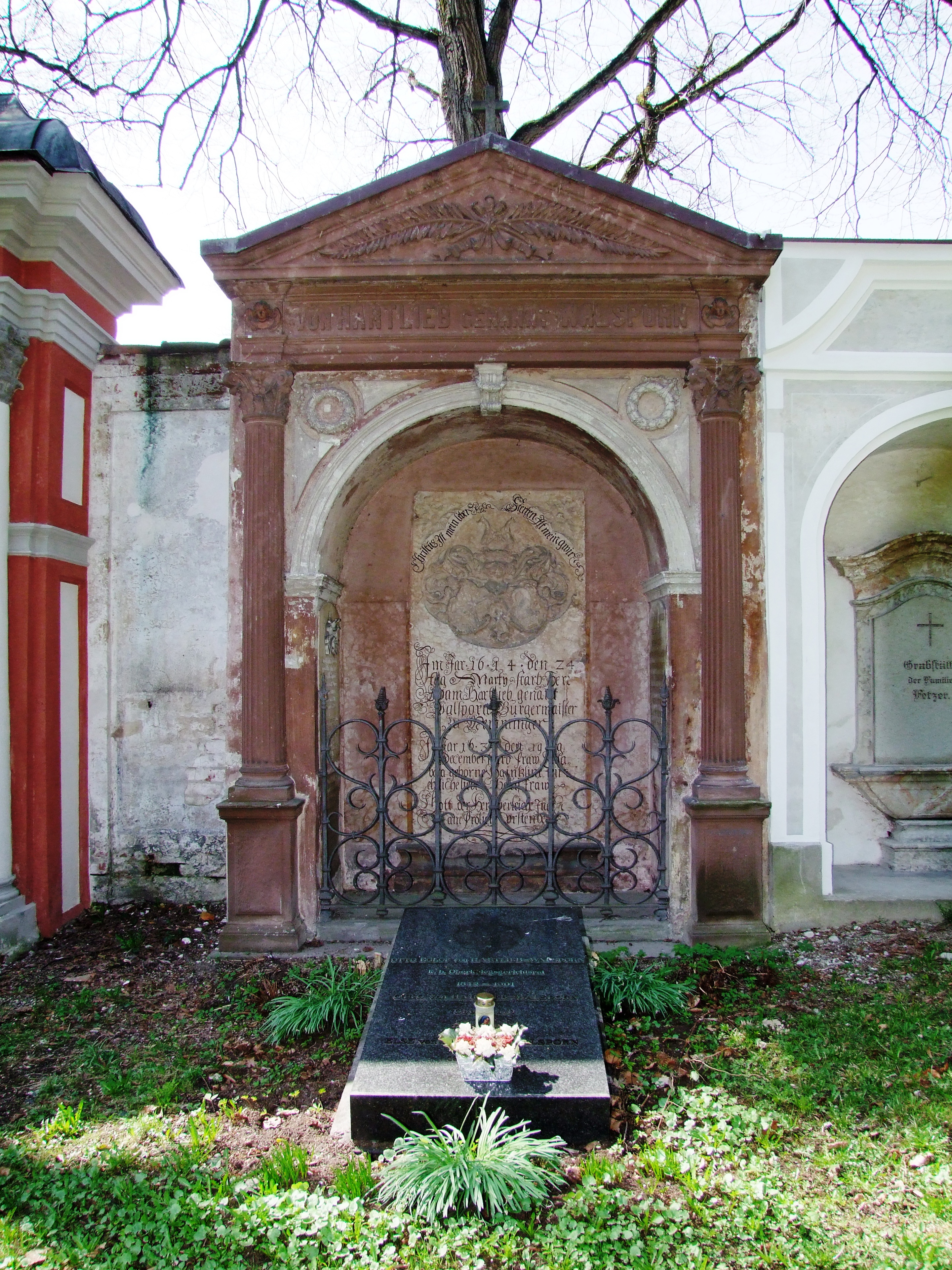
Grab auf dem Alten Friedhof

Der alte Friedhof wurde 1930 aufgelassen. Der bis dahin städtische Friedhof beherbergte bis 1529 das von Herzog Welf VI. gestiftete Schottenkloster St. Nikolaus. Von diesem ist nur noch ein Schlussstein, der sogenannte Basilisk erhalten. Die teilweise monumentalen Grabdenkmäler gehören aufgrund ihrer Größe und Ausstattung zu den besterhaltenen in Deutschland. Sie werden derzeit aufwendig saniert. Die Leichenhalle wurde bis weit in die 1950er Jahre genutzt. Heute dient sie der Stadt- und Jugendkapelle als Proberaum. Heute ist der alte Friedhof vorwiegend Parklandschaft und Übungsplatz für die Marschproben der Kapellen. Anfang 2008 wurden viele Grabdenkmäler und Statuen durch Vandalismus mutwillig zerstört.

#### Waldfriedhof
Durch die Auflassung des Alten Friedhofs wurde eine neue Begräbnisstätte in der Stadt notwendig. Bereits 1920 legte man deshalb im bis dahin noch unbebauten Memminger Osten einen neuen Friedhof an. Durch den hohen Baumbestand auf diesem Gebiet wurde er zum Waldfriedhof. Das älteste Grab ist ein Allemannengrab, welches im Eisenburger Wald gefunden und hier aufgestellt wurde. Auch ist er mit zahlreichen Skulpturen (z. B. von Max Pöppel) und einzigartigen Grabdenkmälern, Brunnen und Blumenarrangements bestückt. Die Kriegsgräber der beiden Weltkriege befinden sich ebenso auf diesem Friedhof wie ein Grab für ungeborene Kinder. Urnenbestattungen sind in sogenannten Urnenwänden oder in Erdurnengräbern möglich. Durch die steigende Anzahl von Feuerbestattungen (im Jahr 2006 etwa 30 Prozent) wurde im Jahr 2006 ein neues Krematorium auf dem Waldfriedhof gebaut. Es gibt eine Aussegnungshalle und mehrere Aufbahrungsräume. Insgesamt hat der Waldfriedhof eine Fläche von 14,5 Hektar und 7000 Grabstellen. Im Jahr 2007 waren davon circa 5000 belegt. 900 sind Kriegsgräber des Ersten und Zweiten Weltkrieges, darunter das Ehrengrab des Jagdfliegers Max Ritter von Mulzer. Im Jahr 2006 gab es 390 Bestattungen, davon 220 Erdbestattungen. Er dient nicht nur als Begräbnisstätte, sondern auch als Park.

#### Friedhöfe in den Stadtteilen

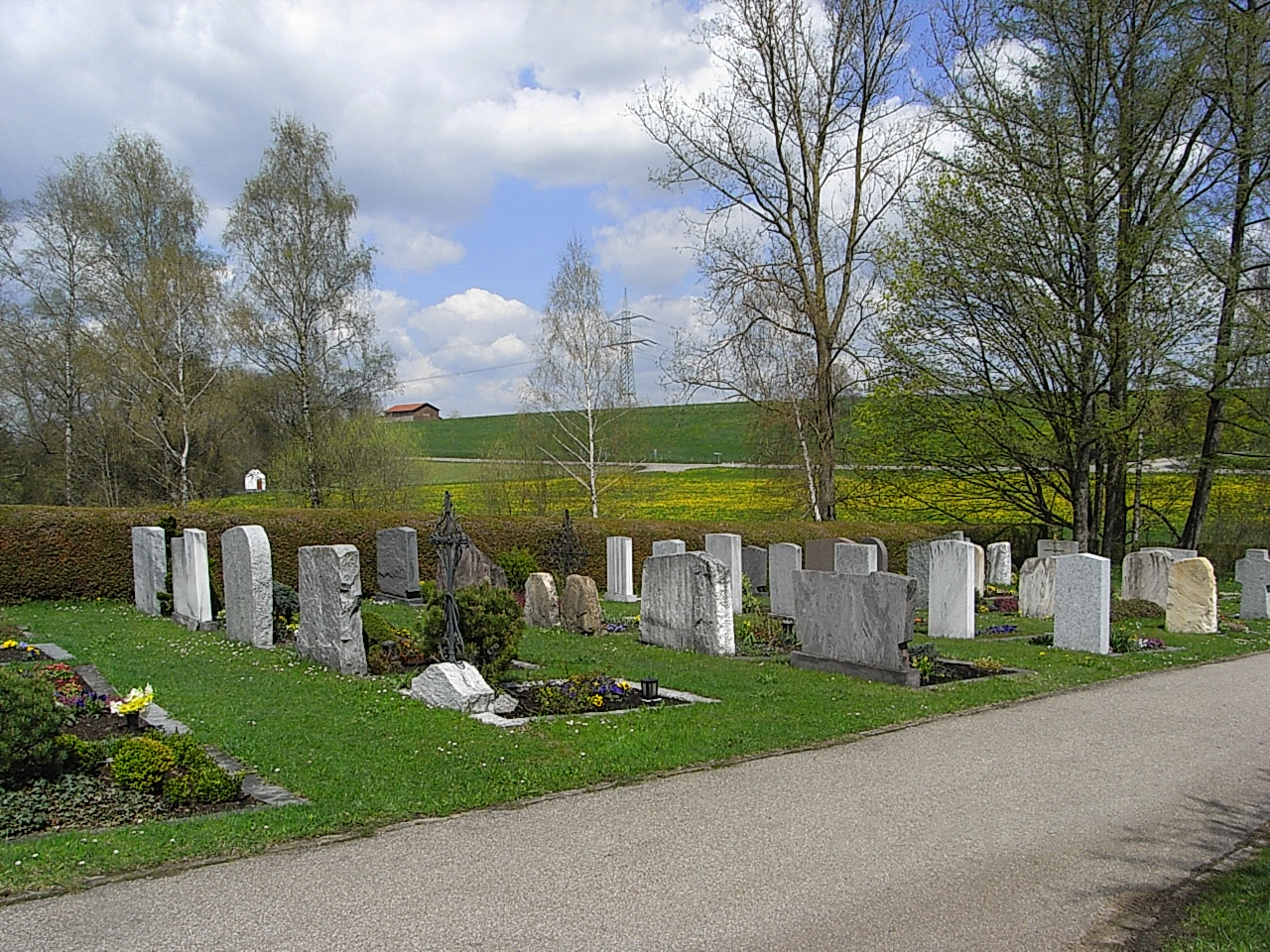
Der städtische Friedhof in Buxach

Der größte Friedhof der Stadtteile befindet sich in Amendingen hinter der Kirche St. Ulrich. Er hat eine Gesamtfläche von 6762 Quadratmetern und 542 Grabstellen, davon sind 393 belegt. Erweiterungen sind nicht mehr möglich. Im Jahr 2006 fanden 23 Bestattungen statt, davon 17 Erdbestattungen. Zwei weitere Friedhöfe befinden sich im Stadtteil Steinheim. Einer davon ist städtisch mit einer Gesamtfläche von 5665 Quadratmetern und 124 Grabstätten, davon sind 78 belegt. Im Jahr 2006 wurden fünf Bestattungen, davon vier Erdbestattungen vorgenommen. Ein weiterer Friedhof ist kirchlich und hat eine Fläche von 1771 Quadratmetern und 164 Grabstellen, wovon 129 belegt sind. Im Jahr 2006 fanden insgesamt sechs Bestattungen, davon fünf Erdbestattungen statt.
Der Friedhof in Buxach wurde im Mittelalter und am Anfang der Neuzeit nur für die Bürger der Gemeinde Buxach-Hart benutzt. Er befindet sich um die Kirche herum (dieser Teil ist kirchlich). Im 20. Jahrhundert wurde er durch einen städtischen Teil erweitert. Die Stadt konnte ein angrenzendes Grundstück erwerben, so dass hier für eine künftige Erweiterung gesorgt ist. Auch Urnen-Erdbestattungen haben in Buxach bereits stattgefunden. Die Gesamtfläche der heute benutzten Fläche beträgt 4765 Quadratmeter. Es sind 149 Grabstellen vorhanden, davon sind 137 belegt. Im Jahr 2006 fanden acht Bestattungen statt (alle Erdbestattungen). Im Nachbarstadtteil Volkratshofen hat der Friedhof eine Gesamtfläche von 2607 Quadratmetern und ist städtisch. Es sind insgesamt 148 Grabstellen vorhanden, wovon 133 belegt sind. Im Jahr 2006 fanden insgesamt drei Bestattungen statt (alle Erdbestattungen). Der ebenfalls zur Kirchengemeinde Volkratshofen gehörende Friedhof Ferthofen wird ausschließlich von der Kirche unterhalten. Er hat eine Fläche von 557 Quadratmetern. Insgesamt sind 41 Grabstellen vorhanden. Belegt sind davon 25. Im Jahr 2006 fanden keine Bestattungen statt. Der Friedhof Dickenreishausen wird ebenfalls von der Kirche unterhalten. Er hat eine Gesamtfläche von 4210 Quadratmetern. Es sind insgesamt 140 Grabstellen vorhanden, wovon 130 belegt sind.

### St.-Josefs-Kirche

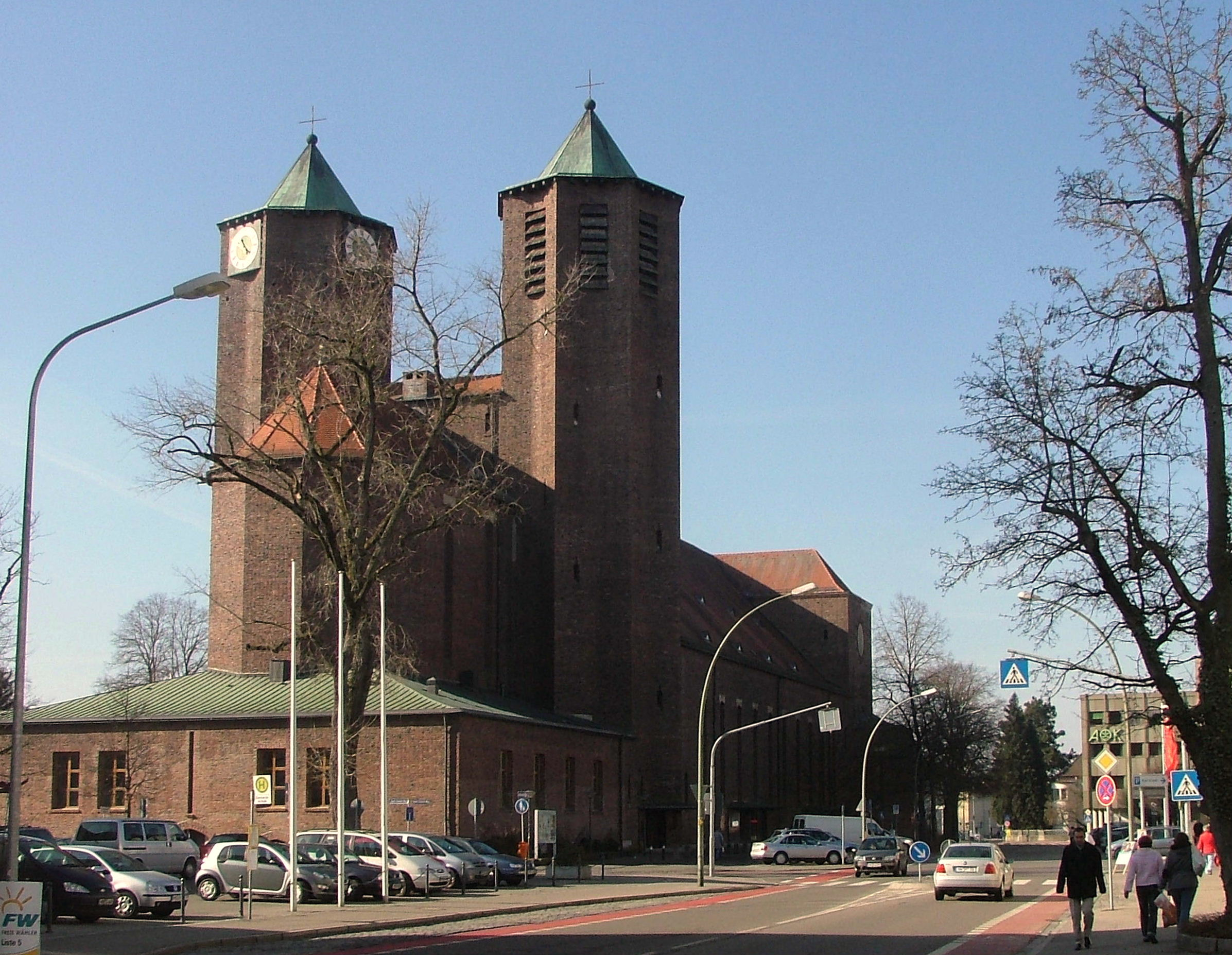
Die St.-Josefs-Kirche

Die St.-Josefs-Kirche vor den Toren der Stadt ist der größte Kirchenneubau zwischen dem Ersten und dem Zweiten Weltkrieg in Deutschland. Sie zählt durch ihre Architektur und ihre Bauweise aus Ziegel und Beton zu den Meisterwerken des Kirchenbaus aus der Zeit der Weimarer Republik.

### Kirche Mariä Himmelfahrt
Die unter Denkmalschutz stehende Kirche Mariä Himmelfahrt im Osten der Stadt gehört durch ihre kühle Betonarchitektur zu den Sehenswürdigkeiten. Die Ausstattung ist äußerst schlicht. Das Betongewölbe ist nach vorne auf den Altar gerichtet. Einen Hochaltar gibt es nicht.

### Bismarckturm
Der Bismarckturm auf dem Memminger Hühnerberg wurde 1904 als Aussichtsturm mit Anbau und Zinnenbekrönung erbaut. Er kann nicht von innen besichtigt werden. Heute befindet sich um den Turm ein Wald, der die ehemalige Aussicht versperrt.

## Sehenswürdigkeiten in den Stadtteilen

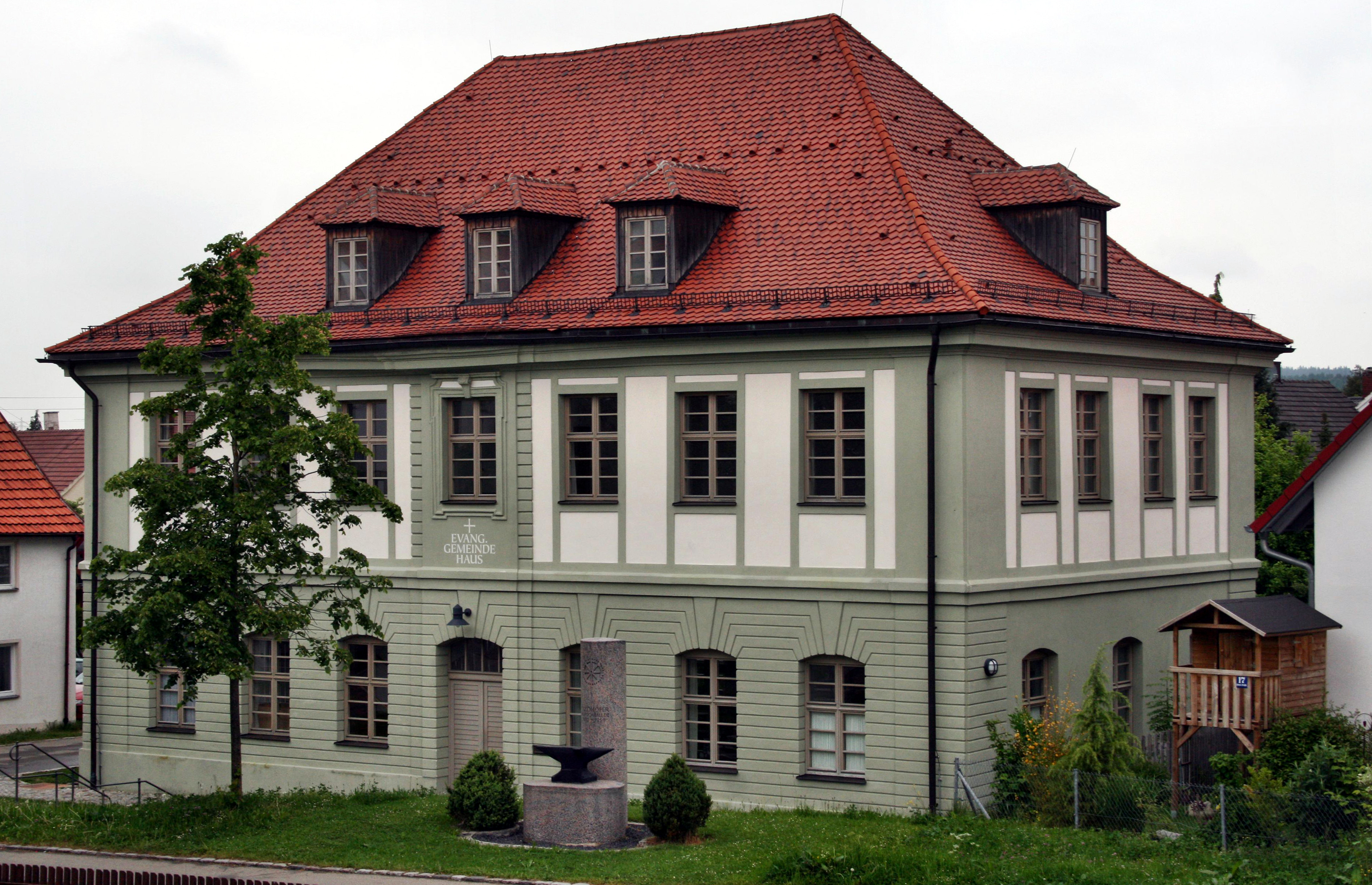
Das Amendinger Schlössle

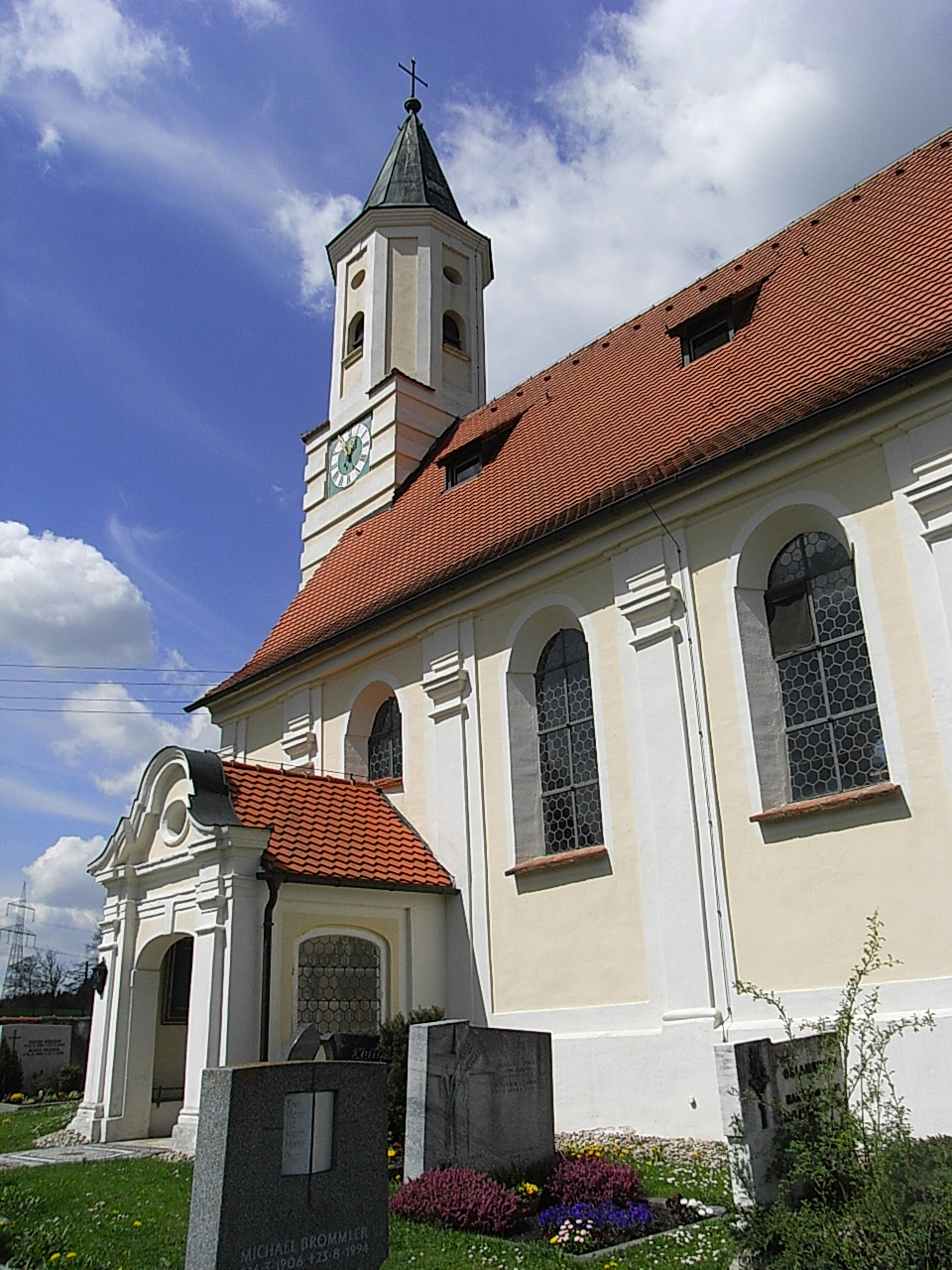
Die Kirche in Buxach

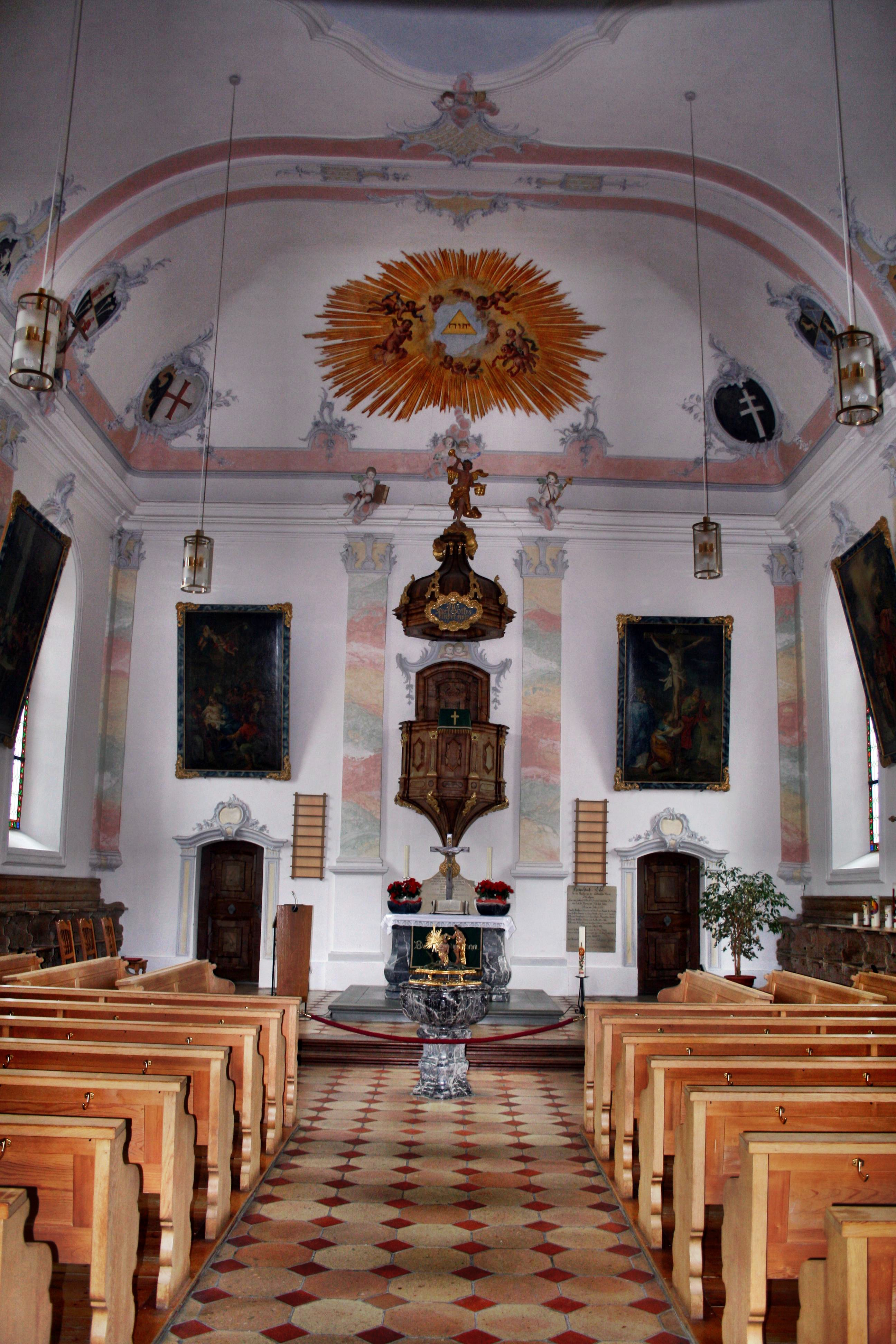
Die St.-Martins-Kirche von innen

Die Stadtteile zeichnen sich vor allem durch ihre Kirchenbauten aus. Vom überschwänglichen Barock bis zur reinen Kühle evangelischer Kirchen sind alle Baustile vorhanden. 

### Amendingen
Sehenswürdigkeiten in Amendingen, dem größten aller Memminger Stadtteile, sind das dortige Gotteshaus St. Ulrich und die Prunkkirche des Klosters Buxheim im barocken Baustil. Sie ist dem Heiligen Ulrich aus Augsburg geweiht und besitzt ein einschiffiges Langhaus, einen Chor mit Sakristei und zwei Emporen. Die Besonderheit der Kirche ist, dass der Chor nicht in Richtung Osten wie die meisten deutschen Kirchen ausgerichtet ist, sondern in Richtung Norden. Die Kirche besitzt zwei Seitenaltäre, von denen der eine der heiligen Jungfrau Maria, der andere dem Heiligen Josef geweiht ist. Im Marienaltar befindet sich eine spätgotische Madonna der Künstlerfamilie Strigel, die vor dem Bildersturm vermutlich in einem Memminger Kloster stand. Die Kirche besitzt auch zahlreiche Holzstatuen anderer Heiliger sowie mehrere Ölgemälde und Fresken. Das evangelische Gemeindehaus ist in einer alten Kupferschmiede und Drahtzieherei, auch Amendinger Schlössle genannt, untergebracht. Teile der Landesgartenschau 2000 befanden sich auf Amendinger Flur.

### Buxach und Hart
Die Dreieinigkeitskirche Buxach ist eine eher kühl wirkende protestantische Kirche des 18. Jahrhunderts. Im hinteren Teil unter der Empore befinden sich verschiedene Holztafeln mit Wappen Memminger Patrizierfamilien, der Chor ist mit Stuck und dem Memminger Stadtwappen verziert. Weitere sehenswerte Gebäude sind die alte Spitalmühle und der Zehentstadel in Hart. Alle diese Bauwerke stehen unter Denkmalschutz.

### Dickenreishausen
Dickenreishausen wurde in Hufeisenform erbaut und verfügt über schöne alte Bauernhäuser. Die Kirche ist ein kleines spätgotisches Juwel, das von der Unterhospitalstiftung Memmingen erbaut wurde. In der Kirche gab es früher eine sogenannte Pechbank, auf der nur die „alten Jungfern“ Platz nehmen durften. Die Kirche befindet sich derzeit allerdings in einem desolaten Zustand und bedarf dringender Sanierung.

### Eisenburg
Eisenburg besitzt neben dem Schloss eine kleine Kapelle, die St. Johann Nepomuk geweiht ist. Sie besitzt eine für ihre Größe beeindruckende Ausstattung und ähnelt im Innern ein wenig den orthodoxen Kirchen.

### Ferthofen
Neben der Ferthofener Kirche ist das Illerkraftwerk sehenswert. Das Schloss Illerfeld, erbaut vom Kanzleidirektor der Reichsstadt Memmingen, Eitel Friedrich von Lupin (1699–1774), mit dem Schlosspark und der Tulpenbaumallee hat eine schöne Außenansicht, kann jedoch von innen nicht besichtigt werden.

### Grünenfurt
Das kleine Landschloss in Grünenfurt kann nicht von innen besichtigt werden, da es in Privatbesitz ist.

### Steinheim
In Steinheim ist die St.-Martins-Kirche in der Dorfmitte sehenswert. Das barocke Kleinod besticht durch eine kühle, reformierte Ausstattung mit barocken Elementen. Der einsturzgefährdete Zehentstadel soll saniert werden. Mehrere alte Bauernhöfe stehen unter Denkmalschutz.

### Volkratshofen
In Volkratshofen befindet sich eine kühl wirkende reformierte Kirche.